# Romuald Ntsitsigui
Romuald Ntsitsigui Ewouta là một cầu thủ bóng đá thi đấu cho KF Tirana.
Anh từng thi đấu cho đội tuyển quốc gia Gabon từ năm 2011.

## Danh hiệu

### Câu lạc bộ
Tirana
- Cúp bóng đá Albania: 2016–17